# Palizada
Palizadaⓘ – miasto w południowo-wschodniej części meksykańskiego stanu Campeche, leżące na półwyspie Jukatan, około 50 km na południe od wybrzeża Zatoki Meksykańskiej. Miasto znajduje się niedaleko granicy ze stanem Tabasco, 120 km od jego stolicy Villahermosa. Leży nad  meandrującą i rozlewająca się rzeką El Concho, wpływającą do przybrzeżnego jeziora Laguna de Términos. W 2010 roku miasto liczyło 8392 mieszkańców. Miasto jest siedzibą władz gminy Palizada.
Nazwa miasta pochodzi od nazwy powszechnie rosnącego tam drzewa z rodziny bobowatych – modrzejec kampechiański (hiszp. Palo de Campeche).